# Unni Larsen
Unni Sigrid Larsen (* 23. März 1959 in Oslo) ist eine ehemalige norwegische Radrennfahrerin, die auf Bahn und Straße aktiv war.

## Karriere
Unni Larsen betrieb von Mitte der 1970er Jahre bis Anfang der 1990er Jahre Leistungsradsport. In dieser Zeit errang sie 15 nationale Titel: Zehnmal wurde sie norwegische Meisterin in Einzel- und Mannschaftszeitfahren, viermal im Straßenrennen und einmal in der Einerverfolgung auf der Bahn. 1984 gewann sie die Norwegen-Rundfahrt.
Zweimal startete Larsen bei Olympischen Spielen: 1984 belegte sie in Los Angeles Platz vier im Straßenrennen, 1988 in Seoul wurde sie in derselben Disziplin 20.
1984 wurde Unni Larsen norwegische Meisterin im Schlittenhunderennen.